# Nymphoides indica
Nymphoides indica är en vattenklöverväxtart som först beskrevs av Carl von Linné, och fick sitt nu gällande namn av Carl Ernst Otto Kuntze. Nymphoides indica ingår i släktet sjögullssläktet, och familjen vattenklöverväxter. IUCN kategoriserar arten globalt som livskraftig.

## Underarter
Arten delas in i följande underarter:
- N. i. indica
- N. i. occidentalis

## Bildgalleri

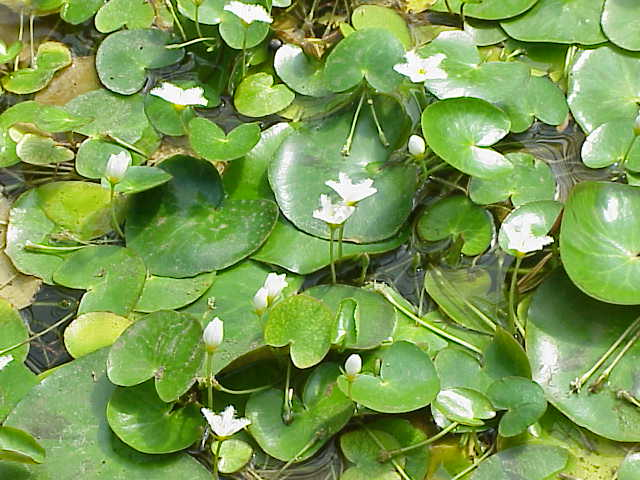
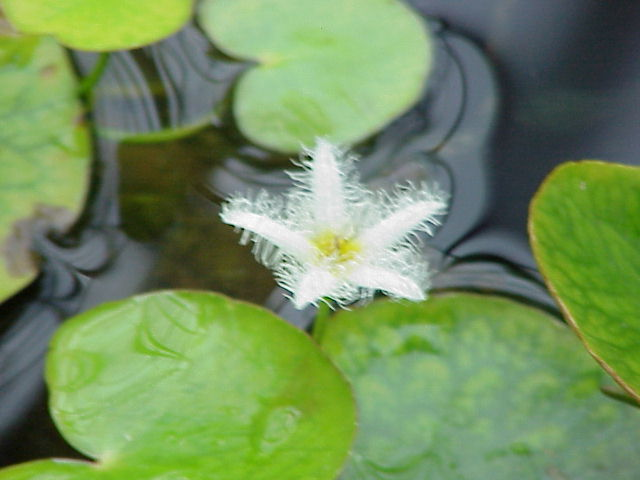
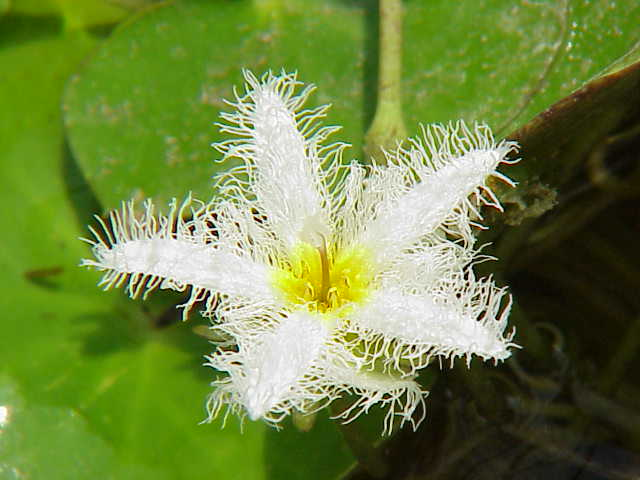
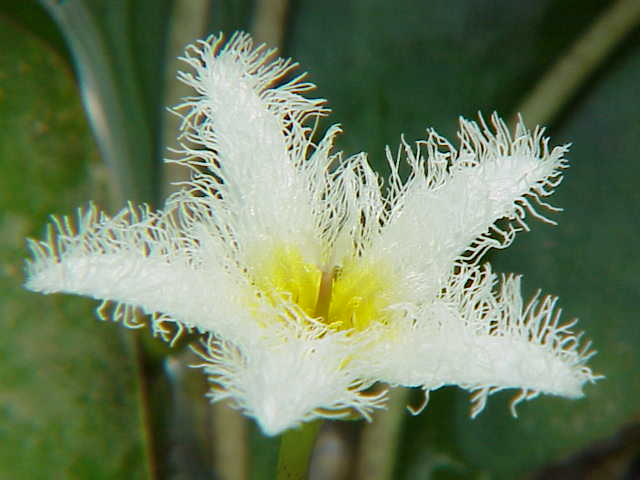
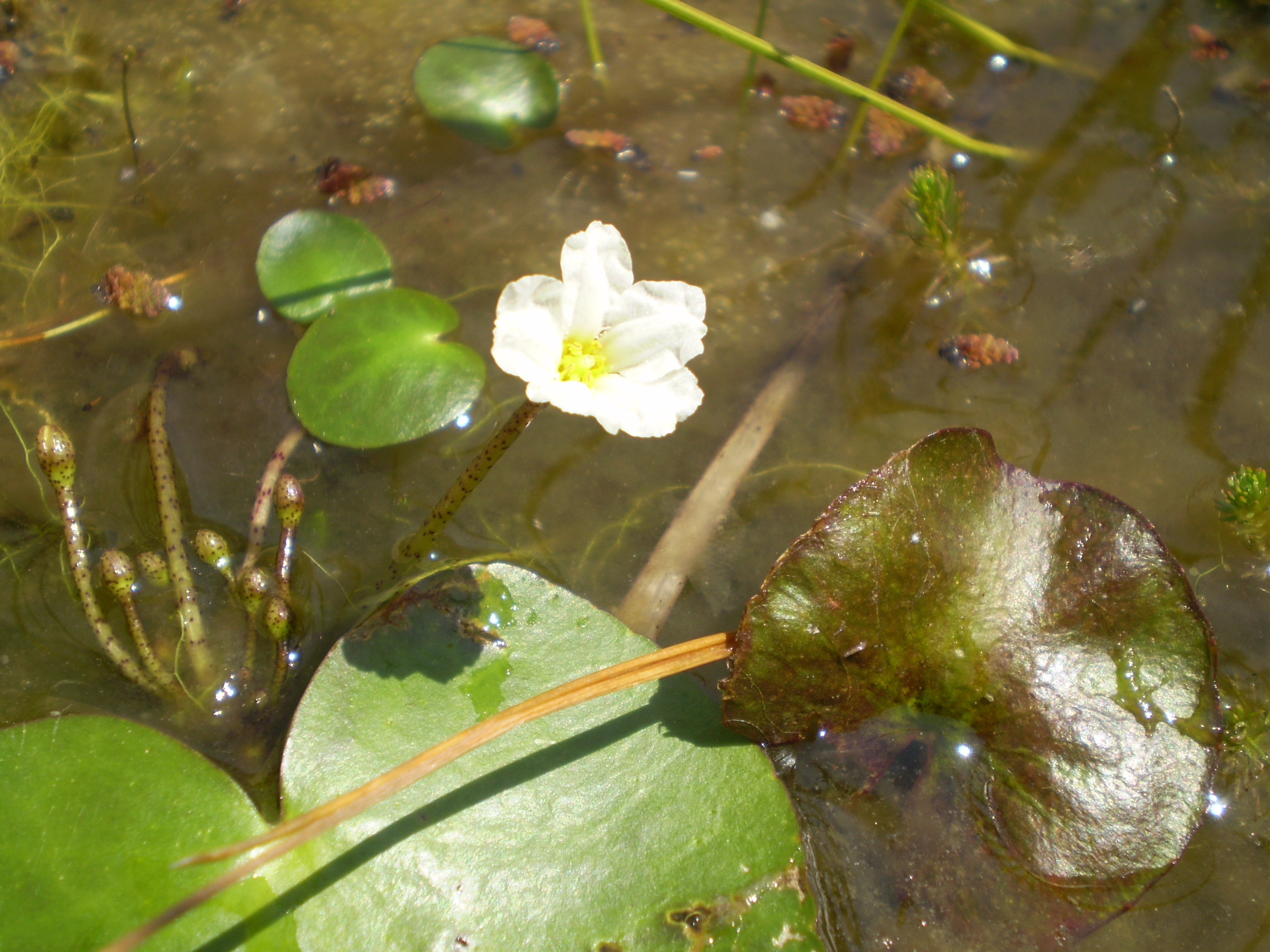